# 印度野牛
印度野牛（学名：Bos gaurus），别名白肢野牛、野黄牛、白袜子、亚洲野牛等，分布于南亚和东南亚。印度野牛是現存世界上體型最大的牛，成年雄性野牛最重可達1500公斤，驯化的印度野牛叫大额牛（B. g. frontalis）。

## 亚种
近年研究显示有两个原生亚种 ：
- 印度大额牛 Bos gaurus gaurus：指名亚种，分布于印度和尼泊尔
- 东南亚大额牛 Bos gaurus laosiensis：分布于缅甸、老挝和中国、云南（异名作Bos gaurus readei）、泰国和马来西亚（异名作Bos gaurus hubbacki）。
- 大额牛 Bos gaurus frontalis：被人类驯养的种群

## 特征
体型巨大，体长330厘米，尾长70—105厘米，体重700-1500公斤，肩高190—220厘米，是现生牛类中体形最大的一种。体毛大都是棕褐色、黑色，鼻子和嘴唇呈灰白色，四肢膝盖以下的毛白色，故又名“白袜子”。雄兽和雌兽均有角，但雌兽的较小。雄兽的双角弯度很大，由额骨高起的棱上长出，先垂直上升，再向外弯，复又向上，最后角尖又向内并略向后弯转，长度可达60—75厘米。

## 习性
一般在晨昏活动。夏季在海拔高的山上，冬季则逐渐下降。喜群居，通常每群10-30头，以雌兽、幼仔和亚成体组成，其中有一只老年的雌兽为首领。成年雄兽在一年的大部分时间里是独自栖息，在交配期间才和雌兽接触。性情凶猛。以草、树叶、嫩枝、竹笋和树皮等为食，也常舔食盐碱。听觉和嗅觉灵敏。成年的自然天敌只有孟加拉虎。

## 分布
印度野牛主要分布于亚洲南部和东南亚，在中国仅分布于云南南部和西藏南部。

## 栖息地
栖息在热带、亚热带的山地森林和草原中，最高可达2000米左右。离水源不远。

## 繁殖
在9-10月交配，雄兽之间会互相争斗，并发出大声吼叫，在1公里以外的地方都能听见。孕期9个月，每胎1仔。幼仔体色为淡褐色或赤褐色。2-4岁时性成熟。寿命20—30年。

## 保护等级
易危。为中国国家一级保护动物。